# 67 Pegasi
67 Pegasi är en blåvit jätte i stjärnbilden Pegasus.
67 Pegasi har visuell magnitud +5,55 och är synlig för blotta ögat vid god seeing. Den befinner sig på ett avstånd av ungefär 475 ljusår.